# 列支敦士登内阁列表

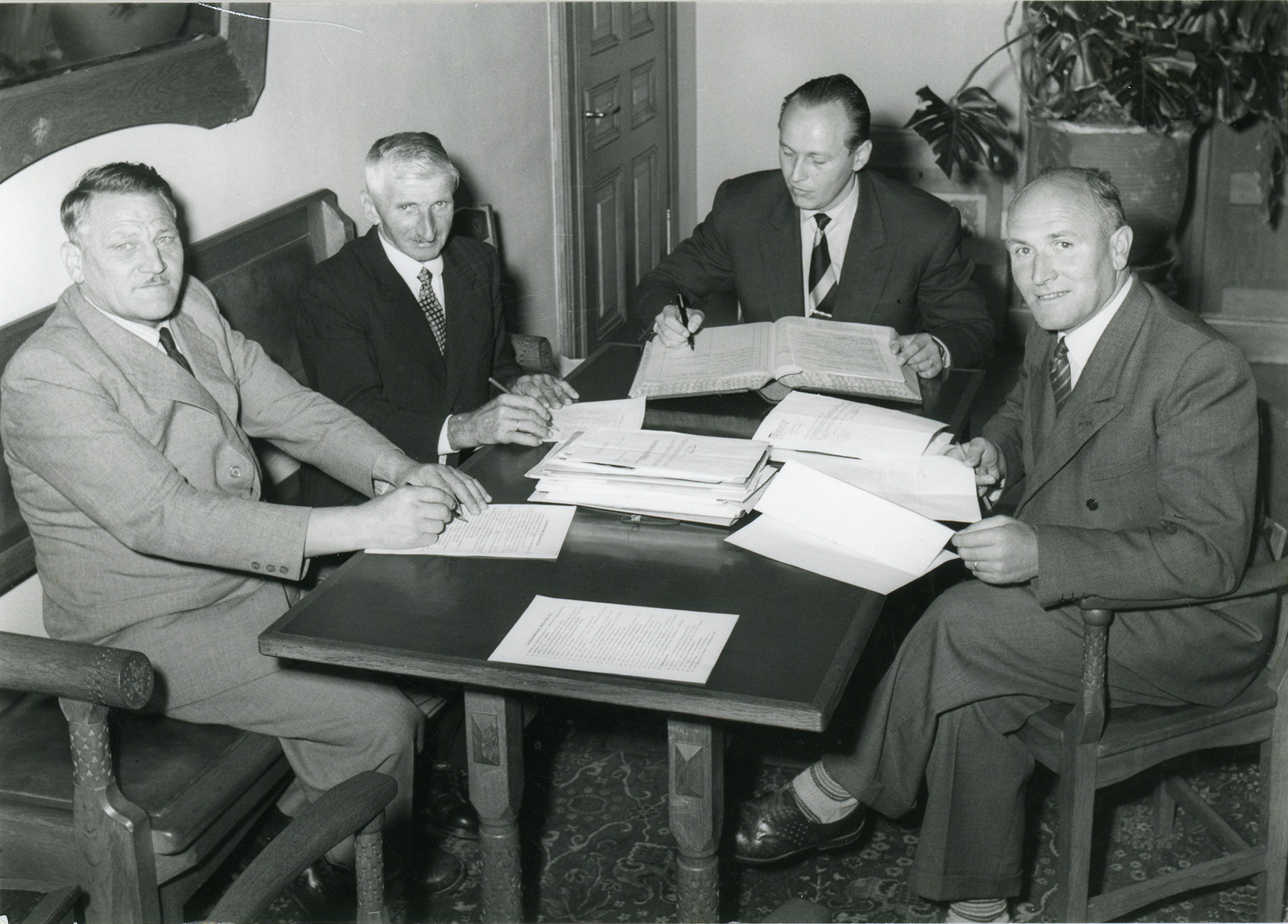
第一次弗里克內閣成員合照（攝於1949年）

列支敦士登政府（英語： / 德語：）是列支敦士登親王國的國家內閣和行政機關。列支敦士登政府由首相擔任政府首腦並與另外四名政府委員共同組成，他們都會擔任特定政府部門的負責人。根據1921年頒布的現行《列支敦士登憲法》，其中一名政府委員會被任命為副首相。而在最初的時候，列支敦士登政府僅有兩名委員，並且副首相並不被視為正式的政府委員。
列支敦士登政府委員由列支敦士登親王在列支敦士登議會的同意下任命，他們都必須同時獲得親王和議會的信任；而親王也可以在未獲得議會的同意下任命一個臨時政府，但臨時政府的最長任期不得超過4個月。政府委員不得同時擔任議會議員，儘管兩者的當選資格是相同的。列支敦士登的執政黨通常為議會中的最大黨。傳統上，列支敦士登一直由激進公民黨和祖國聯盟所組成的各個聯合政府所主導；其中議員較多的政黨擔任首相，而較少的政黨則出任副首相。
列支敦士登現任政府為自2021年3月25日開始執政的里施內閣，這是由祖國聯盟所領導的祖國聯盟—激進公民黨聯合政府。

## 內閣列表
| 屆 | 內閣                  | 首相                 | 任期           | 任期           | 任期        | 執政黨                              | 執政黨           | 時任君主 （執政時期）        | 備註   |
| 屆 | 內閣                  | 首相                 | 上任日期       | 離任日期       | 任期時長    | 執政黨                              | 執政黨           | 時任君主 （執政時期）        | 備註   |
| -- | --------------------- | -------------------- | -------------- | -------------- | ----------- | ----------------------------------- | ---------------- | ---------------------------- | ------ |
| 1  | 豪森內閣              | 卡爾·馮·豪森         | 1861年4月      | 1884年9月23日  | 23年4—5个月 |                                     | —                | 約翰二世 （1858年—1929年）   | [ 5 ]  |
| 2  | 第一次因德毛爾內爾    | 卡爾·馮·因德毛爾     | 1884年9月23日  | 1892年9月5日   | 7年348天    |                                     | —                | 約翰二世 （1858年—1929年）   | [ 5 ]  |
| 3  | 卡爾朗內閣            | 弗里德里希·馮·卡爾朗 | 1892年9月5日   | 1896年10月24日 | 4年49天     |                                     | —                | 約翰二世 （1858年—1929年）   | [ 5 ]  |
| 4  | 第二次因德毛爾內閣    | 卡爾·馮·因德毛爾     | 1896年10月24日 | 1913年12月11日 | 17年48天    |                                     | —                | 約翰二世 （1858年—1929年）   | [ 5 ]  |
| 5  | 英霍夫內閣            | 萊奧波德·馮·英霍夫   | 1914年4月1日   | 1918年11月13日 | 4年226天    |                                     | —                | 約翰二世 （1858年—1929年）   | [ 5 ]  |
| 6  | 臨時執行委員會        | 馬丁·里特            | 1918年11月7日  | 1918年12月7日  | 30天        |                                     | 基督教社會人民黨 | 約翰二世 （1858年—1929年）   | [ 5 ]  |
| 7  | 卡爾·阿洛伊斯王子內閣 | 卡爾·阿洛伊斯        | 1918年12月7日  | 1920年9月15日  | 1年283天    |                                     | —                | 約翰二世 （1858年—1929年）   | [ 5 ]  |
| 8  | 皮爾內閣              | 約瑟夫·皮爾          | 1920年9月15日  | 1921年3月23日  | 189天       |                                     | —                | 約翰二世 （1858年—1929年）   | [ 5 ]  |
| 9  | 奧斯佩爾特內閣        | 約瑟夫·奧斯佩爾特    | 1921年3月23日  | 1922年5月4日   | 1年42天     |                                     | 激進公民黨       | 約翰二世 （1858年—1929年）   | [ 5 ]  |
| 10 | 沙德勒內閣            | 古斯塔夫·沙德勒      | 1922年6月10日  | 1928年6月15日  | 6年5天      |                                     | 基督教社會人民黨 | 約翰二世 （1858年—1929年）   | [ 5 ]  |
| 11 | 第一次霍普內閣        | 約瑟夫·霍普          | 1928年8月6日   | 1936年2月28日  | 7年206天    |                                     | 激進公民黨       | 法蘭茲一世 （1929年—1938年） | [ 5 ]  |
| 12 | 第二次霍普內閣        | 約瑟夫·霍普          | 1936年2月28日  | 1938年3月30日  | 2年30天     | 法蘭茲·約瑟夫二世 （1938年—1989年） | 激進公民黨       |                              | [ 5 ]  |
| 13 | 第三次霍普內閣        | 約瑟夫·霍普          | 1938年3月30日  | 1944年11月9日  | 6年224天    | 法蘭茲·約瑟夫二世 （1938年—1989年） | 激進公民黨       |                              | [ 5 ]  |
| 14 | 第四次霍普內閣        | 約瑟夫·霍普          | 1944年11月9日  | 1945年9月3日   | 298天       | 法蘭茲·約瑟夫二世 （1938年—1989年） | 激進公民黨       |                              | [ 5 ]  |
| 15 | 第一次弗里克內閣      | 亞歷山大·弗里克      | 1945年9月3日   | 1951年3月8日   | 5年186天    | 法蘭茲·約瑟夫二世 （1938年—1989年） | 激進公民黨       |                              | [ 5 ]  |
| 16 | 第二次弗里克內閣      | 亞歷山大·弗里克      | 1951年3月8日   | 1957年12月31日 | 6年298天    | 法蘭茲·約瑟夫二世 （1938年—1989年） | 激進公民黨       |                              | [ 5 ]  |
| 17 | 第三次弗里克內閣      | 亞歷山大·弗里克      | 1957年12月31日 | 1962年7月16日  | 4年197天    | 法蘭茲·約瑟夫二世 （1938年—1989年） | 激進公民黨       |                              | [ 5 ]  |
| 18 | 第一次巴特林納內閣    | 傑拉德·巴特林納      | 1962年7月16日  | 1965年6月16日  | 2年335天    | 法蘭茲·約瑟夫二世 （1938年—1989年） | 激進公民黨       |                              | [ 5 ]  |
| 19 | 第二次巴特林納內閣    | 傑拉德·巴特林納      | 1965年6月16日  | 1969年6月12日  | 3年361天    | 法蘭茲·約瑟夫二世 （1938年—1989年） | 激進公民黨       |                              | [ 5 ]  |
| 20 | 第三次巴特林納內閣    | 傑拉德·巴特林納      | 1969年6月12日  | 1970年3月18日  | 279天       | 法蘭茲·約瑟夫二世 （1938年—1989年） | 激進公民黨       |                              | [ 5 ]  |
| 21 | 希爾伯內閣            | 阿爾弗雷德·希爾伯    | 1970年3月18日  | 1974年3月27日  | 4年9天      | 法蘭茲·約瑟夫二世 （1938年—1989年） |                  | 祖國聯盟                     | [ 5 ]  |
| 22 | 基貝爾內閣            | 瓦爾特·基貝爾        | 1974年3月27日  | 1978年4月26日  | 4年30天     | 法蘭茲·約瑟夫二世 （1938年—1989年） |                  | 激進公民黨                   | [ 5 ]  |
| 23 | 第一次布倫哈特內閣    | 漢斯·布倫哈特        | 1978年4月26日  | 1982年4月7日   | 3年346天    | 法蘭茲·約瑟夫二世 （1938年—1989年） |                  | 祖國聯盟                     | [ 5 ]  |
| 24 | 第二次布倫哈特內閣    | 漢斯·布倫哈特        | 1982年4月7日   | 1986年4月30日  | 4年23天     | 法蘭茲·約瑟夫二世 （1938年—1989年） |                  | 祖國聯盟                     | [ 5 ]  |
| 25 | 第三次布倫哈特內閣    | 漢斯·布倫哈特        | 1986年4月30日  | 1989年6月5日   | 3年36天     | 法蘭茲·約瑟夫二世 （1938年—1989年） |                  | 祖國聯盟                     | [ 5 ]  |
| 26 | 第四次布倫哈特內閣    | 漢斯·布倫哈特        | 1989年6月5日   | 1993年5月26日  | 3年355天    | 漢斯·亞當二世 （1989年迄今）        | [ 7 ]            | 祖國聯盟                     |        |
| 27 | 布切爾內閣            | 馬庫斯·布切爾        | 1993年5月26日  | 1993年12月15日 | 203天       | 漢斯·亞當二世 （1989年迄今）        |                  | 激進公民黨                   | [ 8 ]  |
| 28 | 第一次弗里克內閣      | 馬里奧·弗里克        | 1993年12月15日 | 1997年4月14日  | 3年120天    | 漢斯·亞當二世 （1989年迄今）        |                  | 祖國聯盟                     | [ 9 ]  |
| 29 | 第二次弗里克內閣      | 馬里奧·弗里克        | 1997年4月14日  | 2001年4月5日   | 3年356天    | 漢斯·亞當二世 （1989年迄今）        | [ 10 ]           | 祖國聯盟                     |        |
| 30 | 第一次哈斯勒內閣      | 奧特馬爾·哈斯勒      | 2001年4月5日   | 2005年4月21日  | 4年16天     | 漢斯·亞當二世 （1989年迄今）        |                  | 激進公民黨                   | [ 11 ] |
| 31 | 第二次哈斯勒內閣      | 奧特馬爾·哈斯勒      | 2005年4月21日  | 2009年3月25日  | 3年338天    | 漢斯·亞當二世 （1989年迄今）        | [ 12 ]           | 激進公民黨                   |        |
| 32 | 曲切爾內閣            | 克勞斯·曲切爾        | 2009年3月25日  | 2013年3月27日  | 4年2天      | 漢斯·亞當二世 （1989年迄今）        |                  | 祖國聯盟                     | [ 13 ] |
| 33 | 第二次哈斯勒內閣      | 阿德里安·哈斯勒      | 2013年3月27日  | 2017年3月30日  | 4年3天      | 漢斯·亞當二世 （1989年迄今）        |                  | 激進公民黨                   | [ 14 ] |
| 34 | 第二次哈斯勒內閣      | 阿德里安·哈斯勒      | 2017年3月30日  | 2021年3月25日  | 3年360天    | 漢斯·亞當二世 （1989年迄今）        | [ 15 ]           | 激進公民黨                   |        |
| 35 | 里施內閣              | 丹尼爾·里施          | 2021年3月25日  | 不適用         | 4年68天     | 漢斯·亞當二世 （1989年迄今）        |                  | 祖國聯盟                     | [ 4 ]  |

### 腳註
1. ↑  內閣的屆數依據各個獨立內閣進行統計。例如：約瑟夫·霍普（英语：Josef Hoop）曾出任過四屆首相，則他所負責組閣的四屆內閣均分別統計。
2. ↑  該職務於1921年之前也被稱為“國家行政長官（State Administrator）”或“總督（Governor）”。
3. ↑  在1918年政變後，英霍夫內閣事實上已於11月7日解散，但法理上直至11月13日結束。[6]

### 出典
1. 1 2  . Constitute. 列支敦士登政府.   [2025-02-15]. （原始内容存档于2023-09-28）.
2. 1 2 3  Paul Vogt. . 列支敦士登親王國歷史辭典. 2011-12-31  [2025-02-15]. （原始内容存档于2023-07-21）.
3. ↑  Wilfried Marxer. . 列支敦士登親王國歷史辭典. 2011-12-31  [2025-02-15]. （原始内容存档于2022-12-27）.
4. 1 2  . 列支敦士登駐美國大使館. 2021-03-26  [2025-02-15]. （原始内容存档于2022-08-11）.
5. ↑  Liechtensteinischen Landesarchivs.  (PDF). Regierung des Fürstentums Liechtenstein.   [2025-02-15]. （原始内容存档 (PDF)于2024-02-16）.
6. ↑  Rupert Quaderer（英语：Rupert Quaderer）. . 列支敦士登親王國歷史辭典. 2011-12-31  [2025-02-15]. （原始内容存档于2023-07-22）.
7. ↑  . 列支敦士登人民報（英语：Liechtensteiner Volksblatt）. 1989-06-06  [2025-02-17]. （原始内容存档于2025-01-26）.
8. ↑  . 列支敦士登人民報（英语：Liechtensteiner Volksblatt）. 1993-05-26  [2025-02-17].
9. ↑  . 列支敦士登人民報（英语：Liechtensteiner Volksblatt）. 1993-12-15  [2025-02-17]. （原始内容存档于2024-12-01）.
10. ↑  . 列支敦士登人民報（英语：Liechtensteiner Volksblatt）. 1997-04-15  [2025-02-17]. （原始内容存档于2025-01-26）.
11. ↑  . 列支敦士登人民報（英语：Liechtensteiner Volksblatt）. 12001-04-06  [2025-02-17]. （原始内容存档于2025-01-19）.
12. ↑  . 列支敦士登人民報（英语：Liechtensteiner Volksblatt）. 2005-03-15  [2025-02-17]. （原始内容存档于2025-01-17）.
13. ↑  . 列支敦士登人民報（英语：Liechtensteiner Volksblatt）. 2009-03-26  [2025-02-17]. （原始内容存档于2025-01-20）.
14. ↑  . 列支敦士登人民報（英语：Liechtensteiner Volksblatt）. 2013-03-27  [2025-02-17]. （原始内容存档于2024-12-01）.
15. ↑  . 列支敦斯登祖國報. 2017-03-30  [2025-02-17]. （原始内容存档于2024-12-09）.

## 外部連接
- 列支敦士登政府網站 （页面存档备份，存于）（德文）（英文）
- 列支敦士登國家概況 （页面存档备份，存于）在中華人民共和國外交部網站（简体中文）
- 列支敦士登國家概況 （页面存档备份，存于）在中華民國外交部網站（繁體中文）